# Посёлок имени Карла Маркса (Саратовская область)
имени Карла Маркса — посёлок в Энгельсском районе Саратовской области России. Входит в состав Новопушкинского муниципального образования (сельского поселения).

## География
Находится в 1 км южнее 10 км трассы Р236.

## История
До революции здесь существовал небольшой немецкий хутор без названия, владельцем которого был немец Цимбал.
Посёлок был основан в 1928 году.
В 1930 году был создан совхоз № 121 «Безымянский» I (Приволжской) зоны Немсоюзскотоводтреста. Летом 1932 года совхоз № 121 был разделен на совхоз № 103 имени Ф.Энгельса и совхоз № 104 имени К.Маркса.
В годы ВОВ село выполняло функцию подсобного хозяйства авиационного завода.
В 1938 году образовалась начальная школа. В 1954 году в дореволюционном здании разместилась 9-летняя школа. Спустя 9 лет было построено новое здание средней школы.
В 1970 году в посёлке образовался Дом культуры «Октябрьский».
В 1980-е годы посёлок назывался «Октябрьским» в честь существовавшего в то время одноимённого совхоза. После распада СССР за посёлком официально закрепилось название «им. К. Маркса».
В 1986 году построен детский сад.
В 1993 году была выстроена новая школа на улице Чапаева.
Летом 2011 года в посёлке открылась новая мечеть.
В посёлке имеются: ФАП, Средняя школа, детский сад, библиотека, дом культуры.

## Население
| 2002 | 2010  |
| ---- | ----- |
| 2636 | ↘2605 |

## Улицы
Улицы поселка им. Карла Маркса
- ул. Гагарина
- ул. Ленина
- ул. Мира
- ул. Октябрьская
- ул. Садовая
- ул. Советская
- ул. Чапаева
- ул. Школьная
- ул. Каштановая
- ул. Солнечная

## Достопримечательности
В центре посёлка находится бюст Карла Маркса.

## Фотогалерея

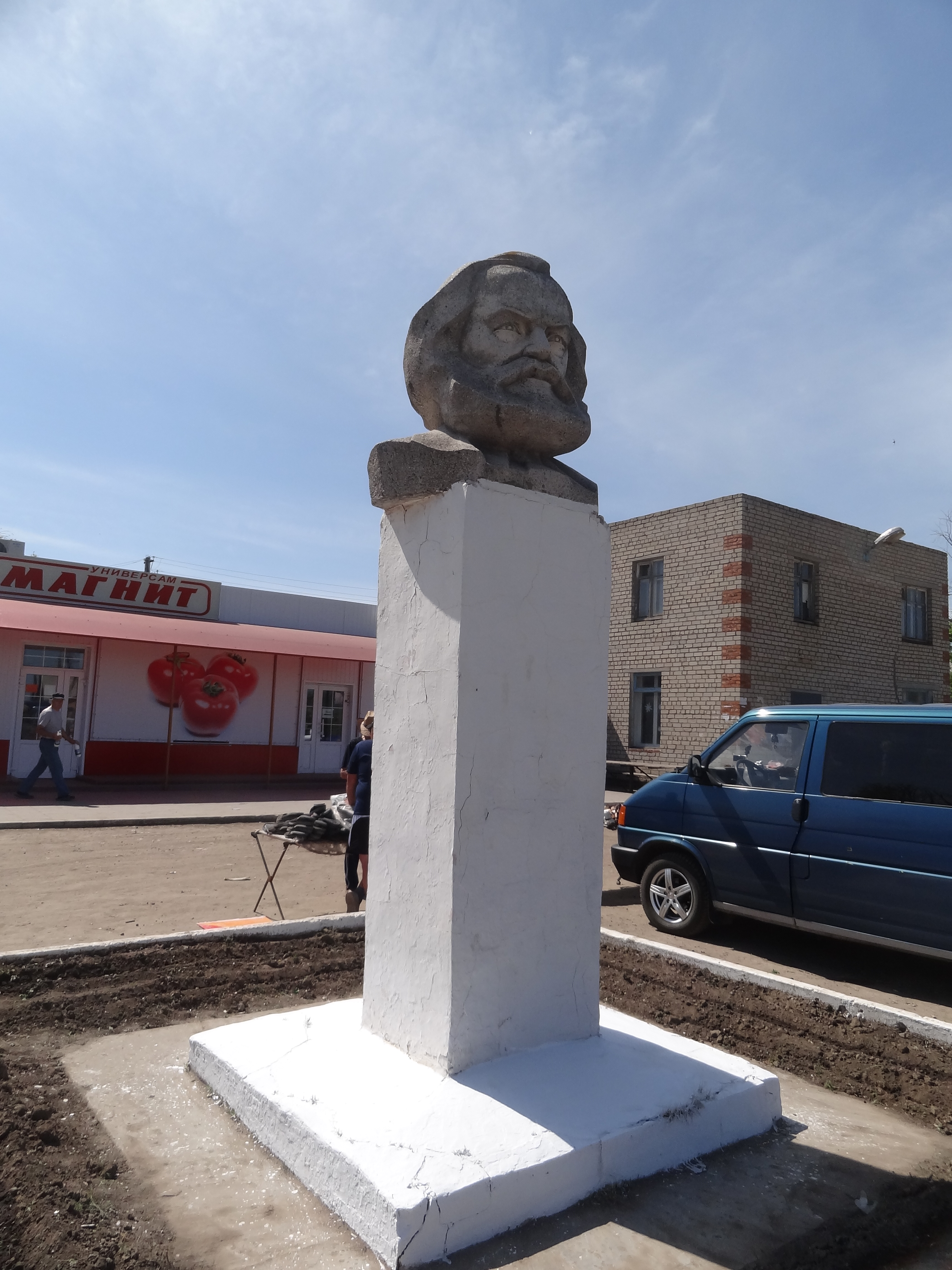
Памятник Карлу Марксу
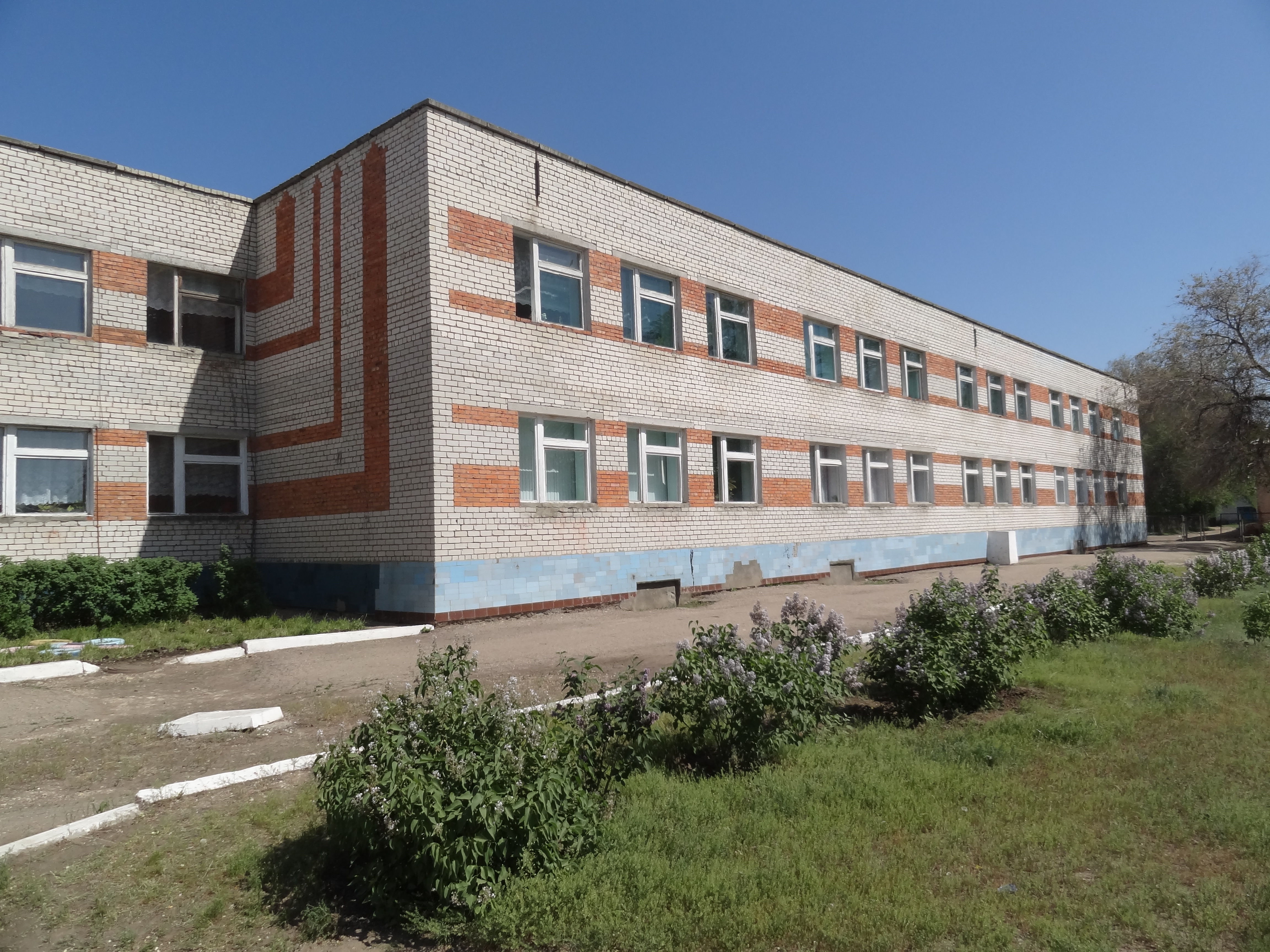
Средняя школа
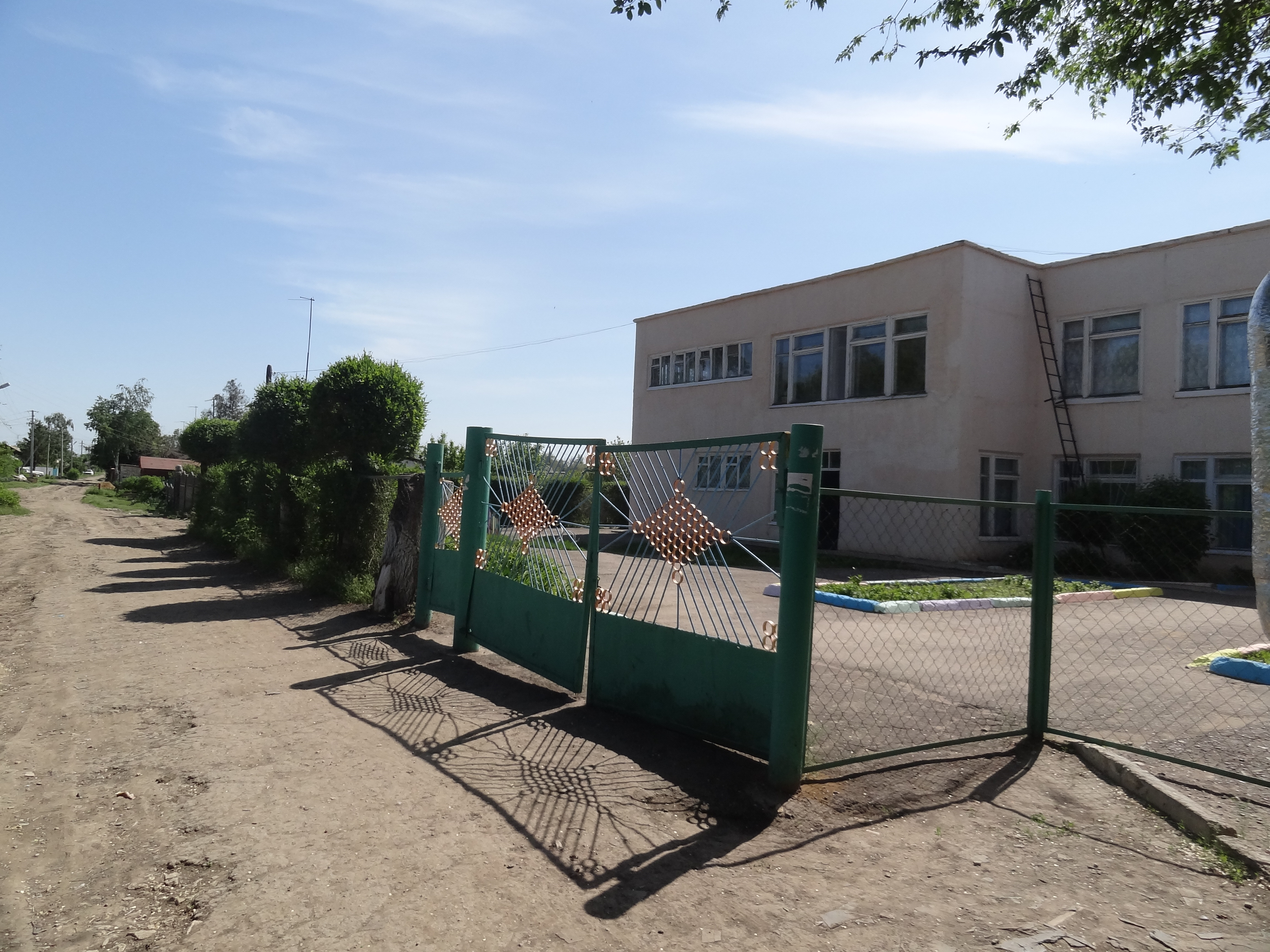
Детский сад
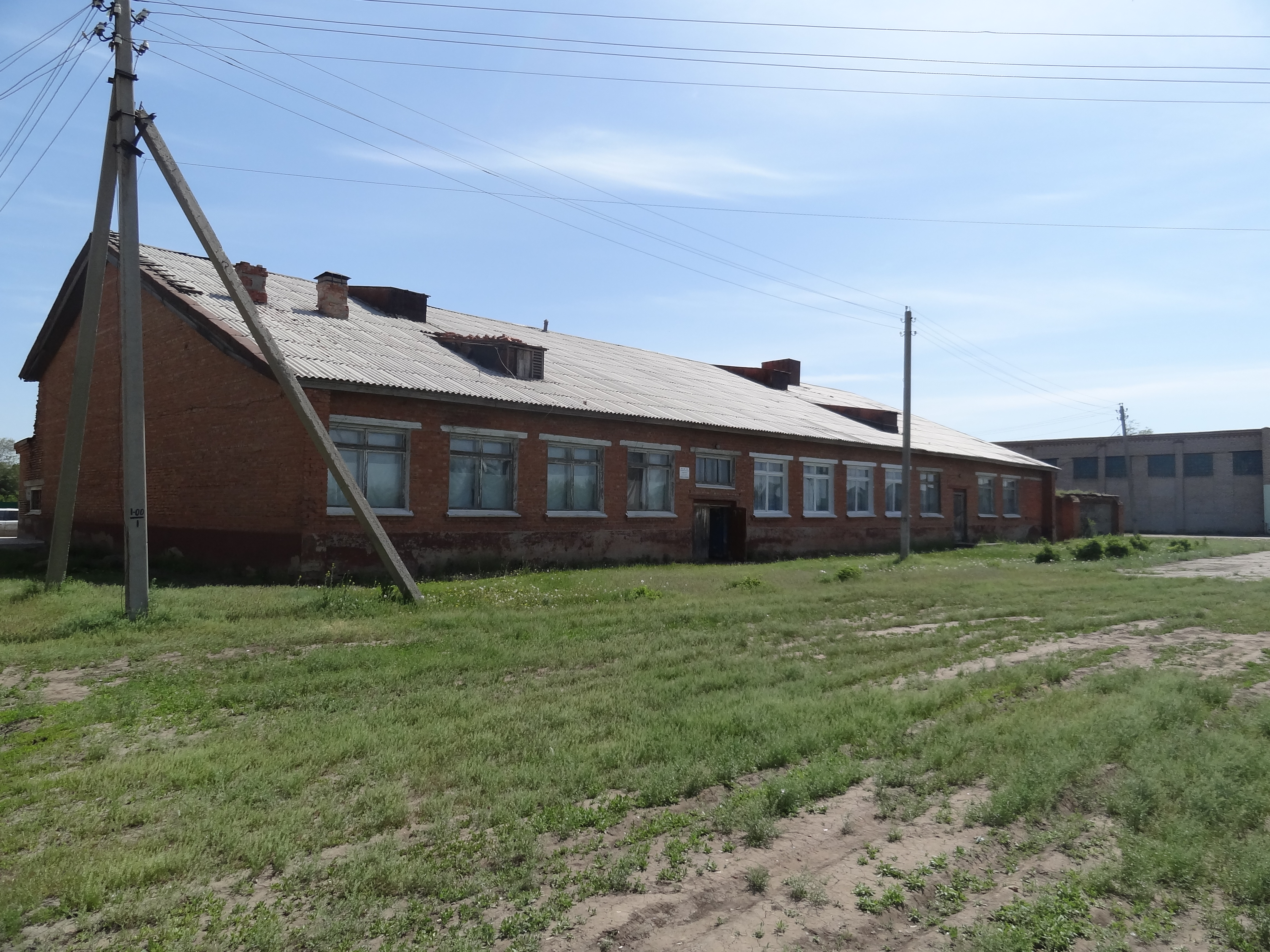
Библиотека и Дом культуры в одном здании
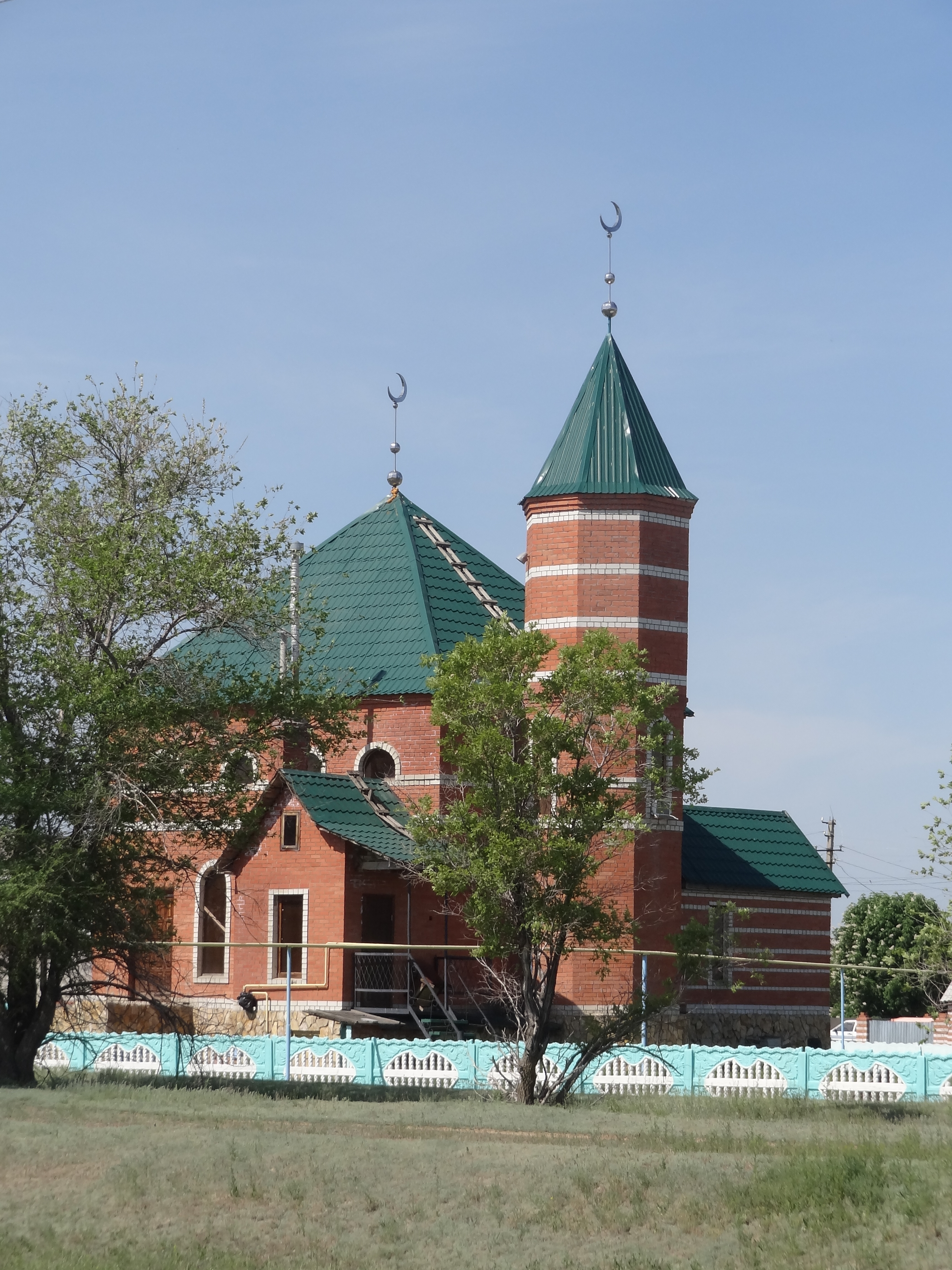
Мечеть поселка Карл Маркс
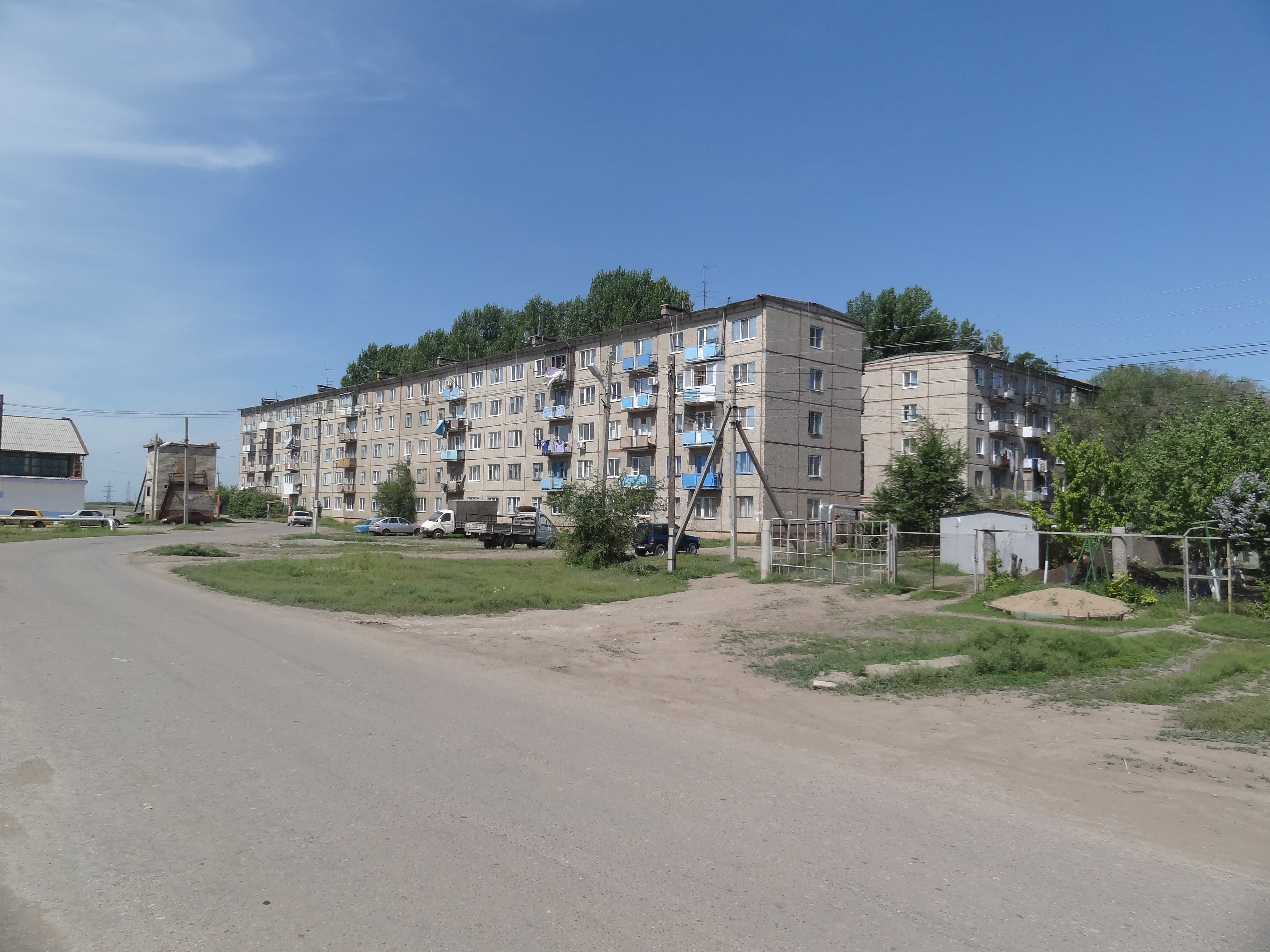
Панельные дома
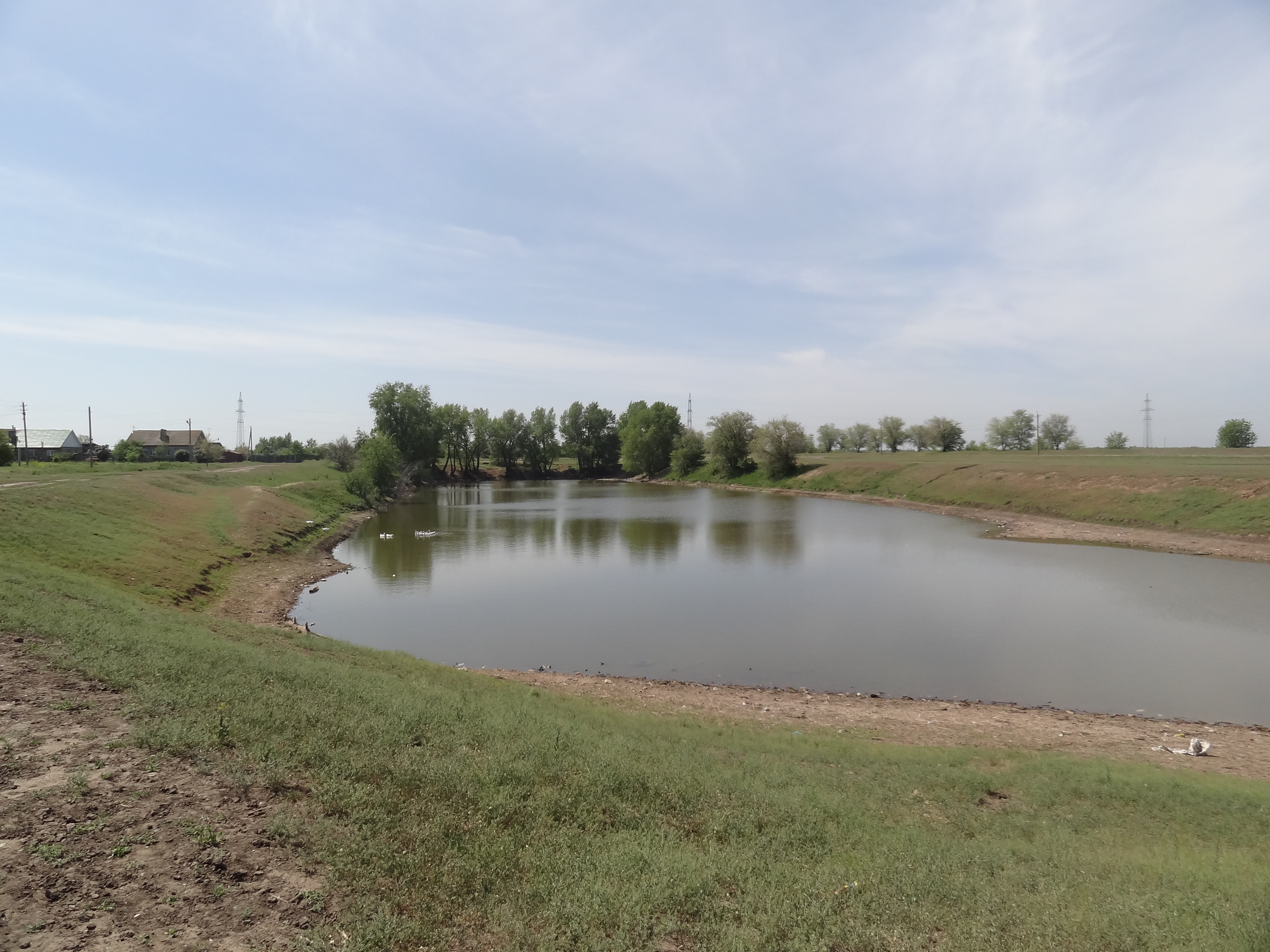
Пруд у посёлка